# Lockheed F-104 Starfighter
Локхід F-104 «Старфайтер» (англ. Lockheed F-104 Starfighter) — одно- або двомісний винищувач, винищувач-перехоплювач, винищувач-бомбардувальник. Конструктивні елементи літака були використані під час створення розвідувального літака Lockheed U-2.

## Загальна інформація

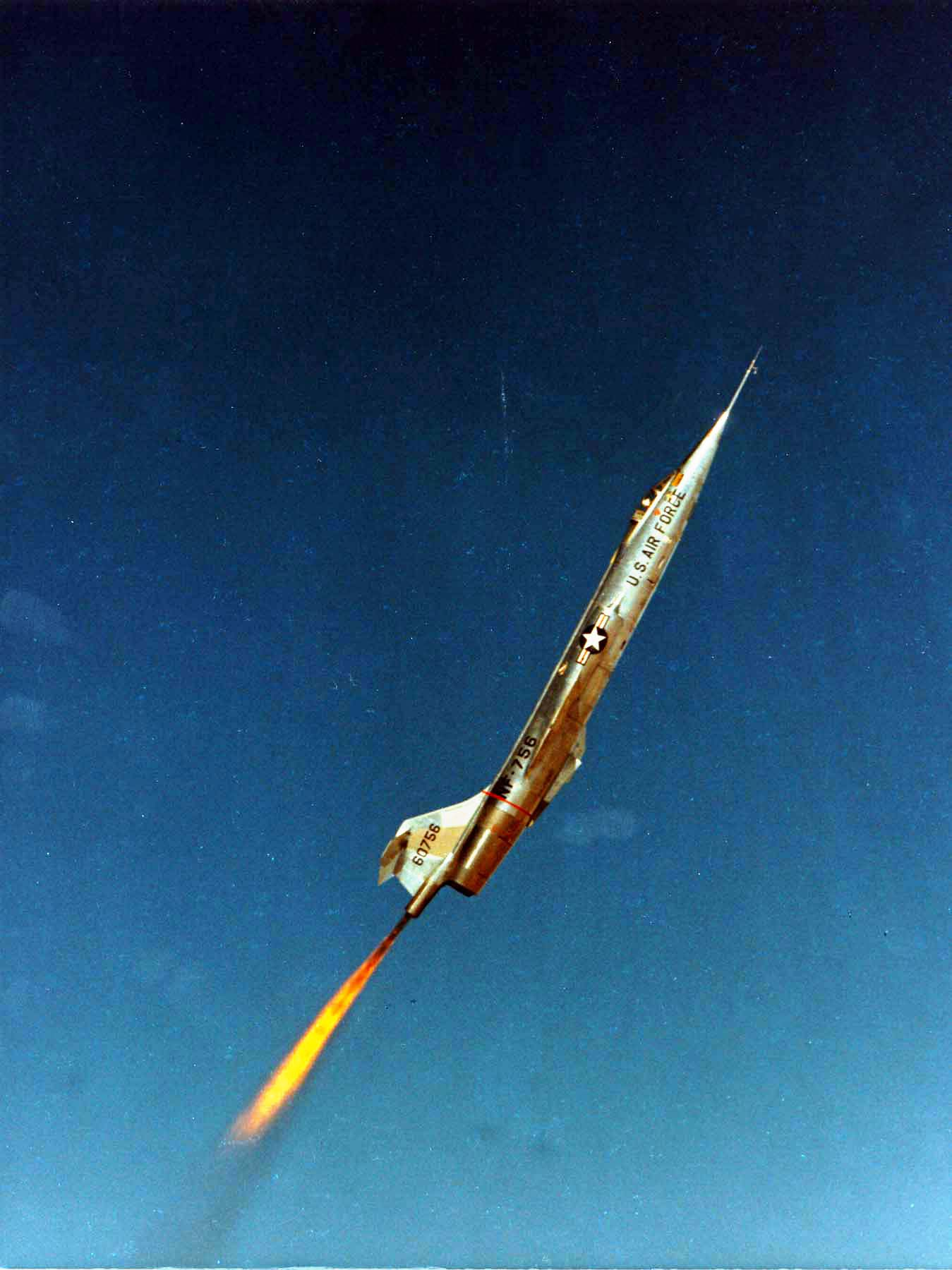
NF-104, набирає висоту з увімкненим РРД

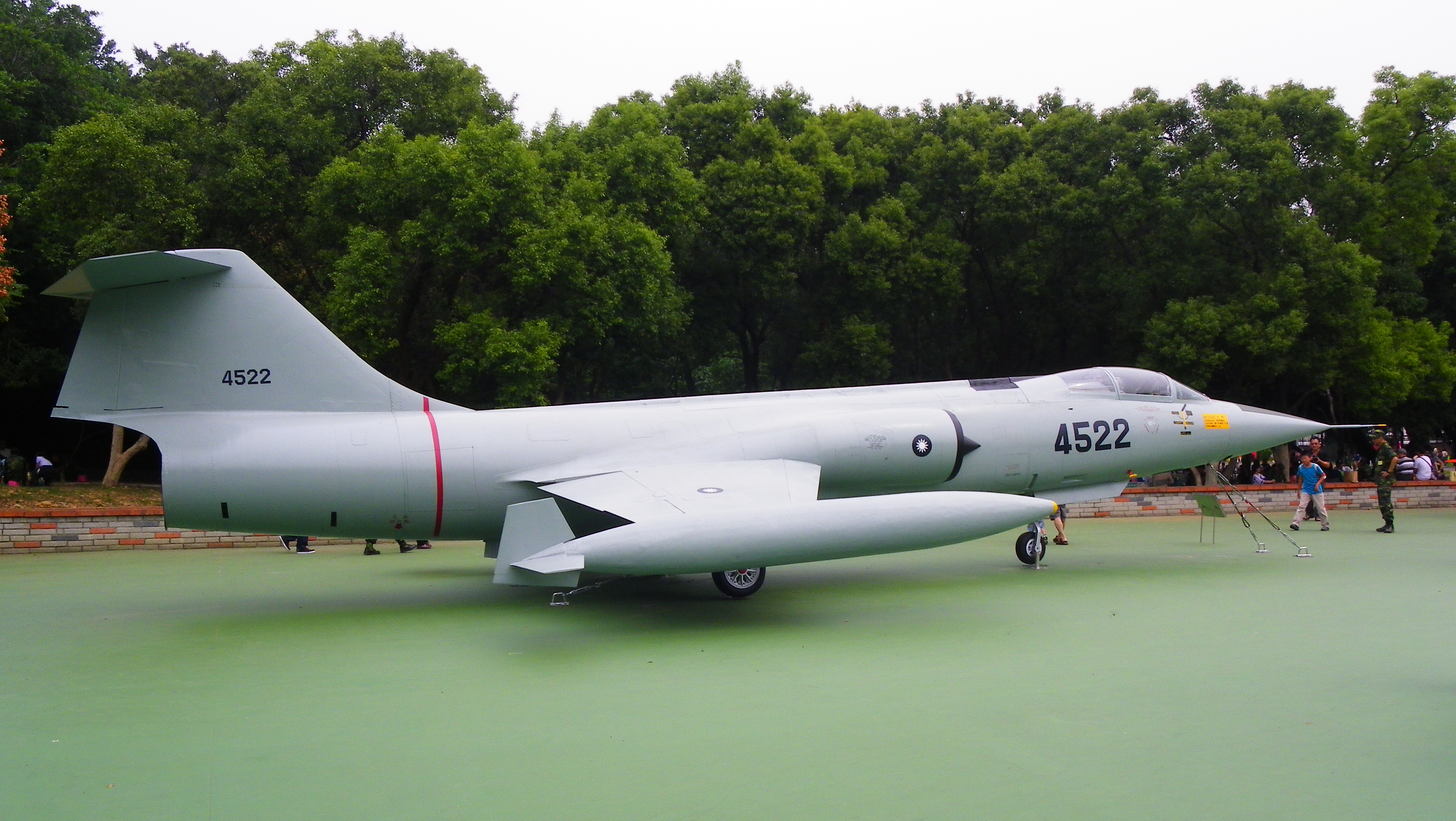
Taiwan Air Force F-104J

F-104 був першим літаком, швидкість якого вдвічі перевищувала швидкість звуку, а також першим літаком, який в один і той же час встановив рекорди швидкості і висоти польоту. 7 травня 1958 майор Говард Джонсон (англ. Howard C. Johnson) піднявся на цій машині на висоту 27 830 м, а 16 травня капітан Волтер Ірвін (Walter W. Irwin) досяг швидкості 2259,3 км/год. 14 грудня 1959 F-104с побив світовий рекорд висоти 31534 м (103389 футів) і став першим в історії літаком, який піднявся вище 100 тис. футів.
F-104 був розроблений фірмою Локхід з урахуванням досвіду війни в Кореї. Високі льотні характеристики були покладені в основу під час розроблення цього літака, який згодом часто називали ракетою з людиною всередині. Робота над проектом літака почалася 1951 року. Контракт на виробництво перших двох прототипів був підписаний 1953 року і перший з них піднявся в повітря 7 лютого 1954 року, лише через 11 місяців. Перші бойові машини почали надходити у ВПС США із січня 1958 і мали позначення F-104A. Ця модифікація не була по-справжньому всепогодною і тому широко поширення не дістала. У ВПС США тільки дві ескадрильї були укомплектовані F-104A. Окрім того, ці літаки постачались у ВПС ФРН, Тайваню та Пакистану, і взяли участь в індо-пакистанських конфліктах 1965 і 1971 років.
Короткі крила F-104 стали його відмінною рисою, їх максимальна товщина була лише 10,16 см і вони мали такі гострі кромки, що під час паркування F-104 на крила надягали спеціальні захисні чохли, аби захистити від травм членів аеродромної команди.
F-104G, який піднявся в небо в жовтні 1960, був майже повністю переробленою версією, розробленою спеціально для Німецьких ВПС, і виконував роль винищувача-бомбардувальника. Уважають, що саме ця модель F-104 була найвдалішою.
Цей літак використовувався ширше у військово-повітряних силах інших країн, ніж у самих США — ВПС США використовували тільки третину від загальної кількості побудованих літаків. Решта машин перебувала на службі у військово-повітряних силах Канади, Німеччини, Італії, Японії, Бельгії, Данії, Греції, Норвегії, Іспанії, Тайваню, Йорданії, Пакистану і Туреччини. У США останні F-104 служили в Національній гвардії та були зняті з бойового чергування 1975 року. У 1997-98 Італійські ВПС модернізували F-104, що перебував у них на озброєнні.

## Аварійність
F-104 мав сумну популярність через високий рівень аварійності й навіть дістав сумне прізвисько «Widowmaker» («Вдовороб») через велику кількість катастроф. Найгіршу репутацію «Старфайтер» здобув у ВПС ФРН: разом на озброєння західнонімецьких військово-повітряних сил надійшло 916 літаків (третина всіх побудованих), з яких приблизно 292 (тобто ~30 %) були втрачені в льотних аваріях; загинуло 116 пілотів.
У гірший період показник аварійності становив 139 льотних пригод на 100 000 годин. Найбільша кількість аварій припала на перші роки експлуатації, надалі прийняті керівництвом ВПС заходи привели до зниження їх кількості наприкінці 1960-х років, але й у 1970-і щорічно розбивалося близько десятка літаків. Тема катастроф «Старфайтер» мала великий резонанс у німецьких засобах масової інформації та вийшла на політичний рівень (ходив навіть жарт про те, як отримати «Старфайтер»: достатньо купити ферму та чекати, коли він на неї впаде).
Насправді рівень аварійності німецьких машин, хоча і дуже високий, не був якимось винятковим. Слід зазначити, що ВПС ФРН втратили в льотних аваріях 36 % своїх F-84F «Тандерстрайк» [4], однак цей факт залишився майже маловідомим.
Абсолютна цифра розбитих літаків була дійсно рекордною, але за рівнем відносної аварійності перше місце посідали ВПС Канади, які втратили приблизно 46 % свого парку F-104. Примітно, що ВПС Іспанії, експлуатували близько 20 F-104 упродовж 7 років з нальотом близько 17 000 годин, не втратили жодної машини.
У катастрофах «Старфайтер» загинули: у липні 1958 — ас Корейської війни Айвен Кінчелоу (Iven Carl Kincheloe, Jr.), у грудні 1967 — перший чорношкірий астронавт Роберт Лоуренс (Robert Henry Lawrence, Jr.). Жертвою «Старфайтер» ледь не став відомий пілот-випробувач Чак Йегер. У зіткненні з F-104 було втрачено один з двох експериментальних «трьохмахових» бомбардувальників XB-70 «Валькірія».

## Бойове застосування
У бойових діях F-104 брав обмежену участь.
Винищувачі ВПС США двічі направлялися в Південний В'єтнам, де використовувалися для прикриття літаків дальнього радіолокаційного виявлення EC-121, безпосередньої підтримки військ та розвідки (у тому числі над Лаосом). Боїв із північнов'єтнамськими винищувачами не було, але один літак випадково опинився в повітряному просторі Китаю і був збитий китайським МіГ-19.
F-104 ВПС Туреччини брали участь у збройному конфлікті на Кіпрі 1974 року, а також в операціях проти курдських повстанців. F-104 ВПС Тайваню під час тренувальних польотів кілька разів зустрічалися з китайськими винищувачами, унаслідок чого щонайменше два китайські МіГ-19 були збиті.